# Ius albinagii
Ius albinagii (droit d'aubaine, ius albinatus) – dawniej, prawo władcy do zatrzymania całości majątku (nieruchomego jak i ruchomego) zmarłego cudzoziemca. Oznaczało całkowite wykluczenie dziedziczenia majątku przez krewnych zmarłego, nawet w przypadku, kiedy byli oni naturalizowanymi obywatelami nowego państwa.
Prawo albinagii, które wykształciło się (w pełnym znaczeniu i sile) w XIV-wiecznej Anglii skąd zostało zaczerpnięte przez feudałów francuskich i rozpowszechnione w całej Europie, wywodziło się z występujących już w starożytności ograniczeń zdolności prawnej cudzoziemców. Niektórzy władcy i panowie ziemscy odstępowali od stosowania tego prawa w zamian za uczestnictwo kupców zagranicznych w krajowym rynku. We Francji, na mocy przywileju Ludwika VII, potwierdzonego przez Karola VIII, zakaz dziedziczenia nie obejmował kupców hanzeatyckich. Od początku XIV wieku prawo na mocy przywileju królewskiego nie obejmowało studentów uniwersytetu w Paryżu. Przywileje zwalniające z droit d'aubaine żołnierzy cudzoziemskich we francuskim wojsku wydał Franciszek I Walezjusz, a Henryk IV Burbon nadał ten sam przywilej cudzoziemcom pracującym przy kopaniu rowów melioracyjnych oraz wytwarzających gobeliny. Ograniczenie prawa albinagii uzyskali również Holendrzy w traktatach z Francją w Nijmegen oraz w Rijswik. Ius albinagii nie obejmowało ambasadorów i posłów zagranicznych. 
Powszechne użycie prawa albinagii we Francji w dobie monarchii absolutnej skłoniło jurystów i prawników do szukania korzeni tego prawa oraz tłumaczenia konieczności jego stosowania. Wskazywano, że ius albinagii powstało z potrzeby rozróżnienia osób, które urodziły się w królestwie, a obcych. Kolejnym argumentem legitymującym to prawo w epoce merkantylizmu miała być potrzeba zapobiegnięcia wywożeniu dóbr z kraju. Jako główny argument za utrzymaniem i stosowaniem ius albinagii podawano praktykę wzajemności w stosunkach z innymi państwami: prawo to jest stosowane gdyż istnieje również w monarchiach ościennych. Jednocześnie ius albinagii było krytykowane jako barbarzyńskie i niehumanitarne, m.in. przez holenderskiego prawnika Hugo Grocjusza. W XVIII wieku ius albinagii krytykował Monteskiusza, który nazywał je bezsensownym oraz Jacques Necker, dowodząc, że szkody i utrudnienia w rozwoju gospodarczym powodowane przez to prawo są większe niż doraźne fiskalne korzyści dla budżetu.
Prawo ius albinagii, wraz z rozwojem handlu w XVIII wieku było łagodzone do formy ius detractus. W Rzeczypospolitej ius albinagii przestało funkcjonować w 1768, od kiedy do majątku zmarłego cudzoziemca przestano stosować prawo kaduka, a nakładano podatek spadkowy w wysokości 10% wartości mienia.